# 喬桂淨 (1900年)
喬桂淨（1900年—1939年6月14日），綏遠清水河人。抗戰時任第八戰區抗日自衛軍副指揮。

## 生平
抗日戰爭時先後任國民革命軍新編第八師團長、第八戰區抗日自衛軍副指揮。1939年6月14日在清水河與日軍作戰時中彈殉國。2015年8月24日被列入民政部公佈的第二批600名著名抗日英烈和英雄群體名錄。